# Bambi-Verleihung 2007
Die 59. Bambi-Verleihung fand am 29. November 2007 im CCD Congress Center in Düsseldorf statt. Sie wurde ab 20:15 Uhr von Harald Schmidt moderiert und live in der ARD übertragen.

## Veranstaltung

### Sehbeteiligung
Die Übertragung wurde von durchschnittlich 5,8 Millionen Zuschauern verfolgt, was einem Marktanteil von 20,5 Prozent entspricht.

### Der Publikums-Bambi
Für den Publikums-Bambi 2007 würde über fünf Filme abgestimmt: Afrika, mon amour, Die Flucht, Die Frau vom Checkpoint Charlie, Der geheimnisvolle Schatz von Troja und Tarragona – Ein Paradies in Flammen. Mit 43 Prozent der Stimmen ging der Bambi an Die Flucht; er wurde von Hauptdarstellerin Maria Furtwängler, der Frau von Veranstalter Hubert Burda, entgegengenommen.

### Der Überraschungs-Bambi
Johannes Heesters hatte bereits 1997 seinen vierten Bambi erhalten, den für sein Lebenswerk. Wenige Tage vor seinem 100. Geburtstag hatte er 2003 einen Ehrenbambi erhalten. Für 2007 wurde ihm von der Bunte-Chefredakteurin Patricia Riekel ein weiterer Bambi überreicht, für den man den Namen Überraschungs-Bambi gefunden hatte. Riekel outete sich dabei als großer Fan von Johannes Heesters und sagte dem fast 104-jährigen, dass er nunmehr jedes Mal, wenn er zur Bambi-Verleihung kommen würde, einen erhalten werde.

### Ein Bambi für Tom Cruise
Auch Tom Cruise erhielt einen Bambi, und zwar für den Film Operation Walküre – Das Stauffenberg-Attentat in der Kategorie Courage. In der Laudatio fand Frank Schirrmacher, damals Herausgeber der FAZ, begeisterte Worte dafür. „Durch seine Entscheidung, Graf Stauffenberg sein Gesicht zu leihen“, werde Tom Cruise „das Bild, das die Welt sich von uns Deutschen macht, verändern.“ „Durch Tom Cruises mutige Entscheidung, diese Rolle zu spielen“, werde „Stauffenbergs Anliegen“, das „Ansehen des Landes zu retten, gerade auch im Ausland“, doch noch verwirklicht. So könne verstanden werden, „dass man sich dem Unmenschlichen widersetzen kann, und dass Heldenmut und eine menschliche Haltung noch wichtiger sind als der Erfolg einer Tat.“ Die Entscheidung, Cruise diesen Bambi zu verleihen fand er ebenfalls mutig und fügte hinzu, sie sei „richtig, ja zwingend.“ Der so Geehrte bedankte sich ausführlich, fast eine Viertelstunde lang. Tatsächlich dauerte die Rede „nur“ sieben Minuten und 53 Sekunden, sie war aber dennoch die längste Dankesrede der Bambigeschichte.
Für die FAZ lief der Abend damit „auf seinen eigentlichen Höhepunkt zu, indem er sich zur internationalen Filmgeschichte hin öffnete.“ Zweifellos sei Tom Cruise „[d]er wichtigste Preisträger der diesjährigen Bambi Verleihung“ gewesen und habe „eine Auszeichnung in der wohl schönsten Kategorie“ erhalten: Courage. Mit dieser Meinung stand die FAZ allerdings alleine da.
Die anderen Zeitungen zitierten dazu gerne eine Aussage Heiner Lauterbachs von der Verleihung: „Einen Film zu drehen, dafür 50 Millionen Dollar zu bekommen – ich finde, da gibt es Mutigeres.“ Der Stern wies darauf hin, dass noch niemand den Film, „der im nächsten Sommer ins Kino kommen soll“ gesehen habe (tatsächlich hatte der Film seine Weltpremiere am 15. Dezember 2008, in Europa war er ab dem 20. Januar 2009 zu sehen). Die Entscheidung, „dem Mimen für seine Rolle quasi vorab einen Bambi zuzusprechen,“ mute „höchst merkwürdig an - ganz zu schweigen von der dafür gewählten Kategorie ‚Courage‘“. Besonders erstaunt sei man aber über die Laudatio Schirrmachers gewesen.
Auch Markus Ehrenberg vom Tagesspiegel wunderte sich über „[s]o viel Pathos“ und wies auf die Mitgliedschaft von Tom Cruise in „der nicht immer ganz so feinen Scientology-Sekte“ hin.
Markus Brauck und Thomas Tuma verliehen Silvester 2007 im Spiegel ihre eigenen Auszeichnungen. Dabei gaben sie Burda den Preis für den dümmsten Preis für den Bambi an Tom Cruise, sahen aber ein, dass es schwierig sei, „wenn man zwar Preis und Promi hat, aber noch keinen Grund.“ Außerdem verliehen sie Frank Schirrmacher den Welken Lorbeer „für die albernste Laudatio“ und Tom Cruise die Auszeichnung für den durchgeknalltesten Preisträger.

## Preisträger
Aufbauend auf die Bambidatenbank:

### Comeback
Henry Maske
 Laudatio: Heiner Lauterbach

### Courage
Tom Cruise für Operation Walküre – Das Stauffenberg-Attentat
 Laudatio: Frank Schirrmacher

### Ehren-Bambi
Königin Rania von Jordanien
 Laudatio: Hans-Dietrich Genscher

### Engagement
Kinder brauchen uns
 Laudatio: Sabine Christiansen

### Film National Schauspieler
Matthias Schweighöfer für Das wilde Leben
 Laudatio: Heike Makatsch und Sebastian Koch
August Diehl für Nichts als Gespenster
Ulrich Noethen für Ein fliehendes Pferd

### Film National Schauspielerin
Katja Riemann für Ein fliehendes Pferd
 Laudatio: Heike Makatsch und Sebastian Koch
Nina Hoss für Yella
Jessica Schwarz für Nichts als Gespenster

### Information
Maybrit Illner
 Laudatio: Ulrich Wickert

### Kultur
Hape Kerkeling für sein Buch Ich bin dann mal weg
 Laudatio: Harald Schmidt

### Lebenswerk
Sophia Loren
 Laudatio: Maria Furtwängler

### Mode
Christopher Bailey
 Laudatio: Eva Herzigová

### Musik International
Bon Jovi

### Schauspiel National
Armin Mueller-Stahl
 Laudatio: Veronica Ferres

### Sonderpreis der Jury
Benjamin Sadler, Katharina Wackernagel und Denise Marko für Contergan

### Sport
Deutsche Fußballnationalmannschaft der Frauen für die erfolgreiche Verteidigung des Weltmeistertitels
 Laudatio: Günter Netzer und Johannes B. Kerner

### TV-Ereignis des Jahres/Publikums-Bambi
Maria Furtwängler für Die Flucht

### TV-Serie international
Eva Longoria für Desperate Housewives
 Laudatio: Hannes Jaenicke

### Überraschung
Johannes Heesters
 Laudatio: Patricia Riekel